# Badania makroskopowe metali
Badania makroskopowe metali – badania z dziedziny metaloznawstwa polegające na obserwacji okiem nieuzbrojonym (lub przy niewielkim powiększeniu) naturalnych powierzchni lub specjalnie przygotowanych (wyszlifowanych i wytrawionych odpowiednimi odczynnikami) zgładów części maszyn, odlewów, gotowych wyrobów lub półfabrykatów w celu oceny jakości i wykryciu wad, np.: 
- pęknięcia
- zawalcowania
- jamy skurczowe
- pęcherze podskórne (często powstające np. w odlewach)
- wtrącenia niemetaliczne
- innego typu nieciągłości materiału, których obecność ma negatywny wpływ na jego wytrzymałość i właściwości mechaniczne.

Tego typu badania pozwalają także na ogólną ocenę i oględziny wielu innych parametrów materiału, np.: 
- zanieczyszczenia siarką lub fosforem,
- wielkość ziarna,
- głębokość zahartowania,
- pasmowość,
- włóknistość lub kierunkowość struktury,
- charakter pękania (np. międzykrystaliczny lub zmęczeniowy)

W badaniu wykorzystuje się fakt, że wszelkie zanieczyszczenia oraz wewnętrzne nieciągłości materiału powodują osłabienie przekroju i mogą być ujawnione na powierzchni złamanej próbki. Jedną z metod badania przełomu jest tzw. próba przełomu niebieskiego wykonywana na stali w temp. ok. 300 °C, przy której powierzchnia stali pokrywa się niebieskim nalotem, na którym wyraźnie widoczne są wszelkiego rodzaju zanieczyszczenia w postaci jasnych plam. Badanie przełomu jest także bardzo pomocne przy ustalaniu przyczyn awarii, gdyż wady powodujące pęknięcia są na nim ujawnione. Badanie przekrojów jest zawsze połączone z odpowiednim przygotowaniem (wyszlifowaniem i wytrawieniem odpowiednimi odczynnikami) powierzchni przecięcia próbki. Wycinanie próbek odbywa się za pomocą piły tarczowej lub palnika acetylenowego (w tym przypadku należy usunąć warstwę wpływu cieplnego przez zestruganie lub stoczenie). Wyciętą próbkę szlifuje się papierem ściernym i trawi odpowiednimi czynnikami. 

## Próba Adlera
Próba Adlera stosowana jest przy badaniach makroskopowych połączeń spawanych. Służy ona do ujawnienia warstw spoiny i strefy wpływu ciepła. 
Na powierzchnię przygotowanej wcześniej (wyciętej i wyszlifowanej) próbki ze spoiną nakłada się odczynnik Adlera (roztwór uzyskiwany z 3 g (NH4)2[CuCl4] + 20 ml wody destylowanej + 50 ml HCl + 15 g FeCl3). W wyniku trawienia spoiny przez czynnik na powierzchni próbki zarysowuje się kształt spoiny oraz strefa wpływu ciepła. 

## Próba Baumanna
Próba Baumanna służy do określenia dystrybucji siarki w badanym stopie. Siarka w stali jest domieszką wybitnie szkodliwą, stąd jej zawartość nie może przekraczać 0,06%. Główną przyczyną dla której uważa się siarkę za pierwiastek szkodliwy jest powodowana kruchość na gorąco. Próba Baumanna polega na detekcji miejsc występowania siarczków w stali.
Wcześniej przygotowaną próbkę należy położyć zgładem na papierze fotograficznym nasączonym kwasem siarkowym. Kwas siarkowy na papierze działa na siarczki zawarte w badanym przekroju przedmiotu.
W wyniku reakcji wydzielający się siarkowodór reaguje z bromkiem srebra zawartym w emulsji światłoczułej, powodując powstanie na papierze zaciemnień wywołanych czarnym siarczkiem srebra. W ten sposób przeprowadzona próba Baumanna ujawnia segregację siarki w badanym przekroju przedmiotu w postaci zaczernionych miejsc na zdjęciu.

## Próba Anczyca
Próba Anczyca pozwala na uwidocznienie fragmentów bogatych w fosfor.
Działanie elektrolityczne odczynnika Anczyca (2 g CuSO4∙5H2O + 8 g NH4Cl + 100 ml  wody) powoduje osadzenie się  miedzi na miejscach zawierających fosfor. W rezultacie miejsca bogate w fosfor mają kolor brunatny pochodzący od osadzonej w tych obszarach miedzi, która nie daje się zmyć. Ujawnia strukturę włóknistą lub pierwotną fosforu w badanej próbce.